# Neoturris pileata
Neoturris pileata är en nässeldjursart som först beskrevs av Forskål 1775.  Neoturris pileata ingår i släktet Neoturris och familjen Pandeidae. Arten är reproducerande i Sverige. Inga underarter finns listade i Catalogue of Life.

## Bildgalleri

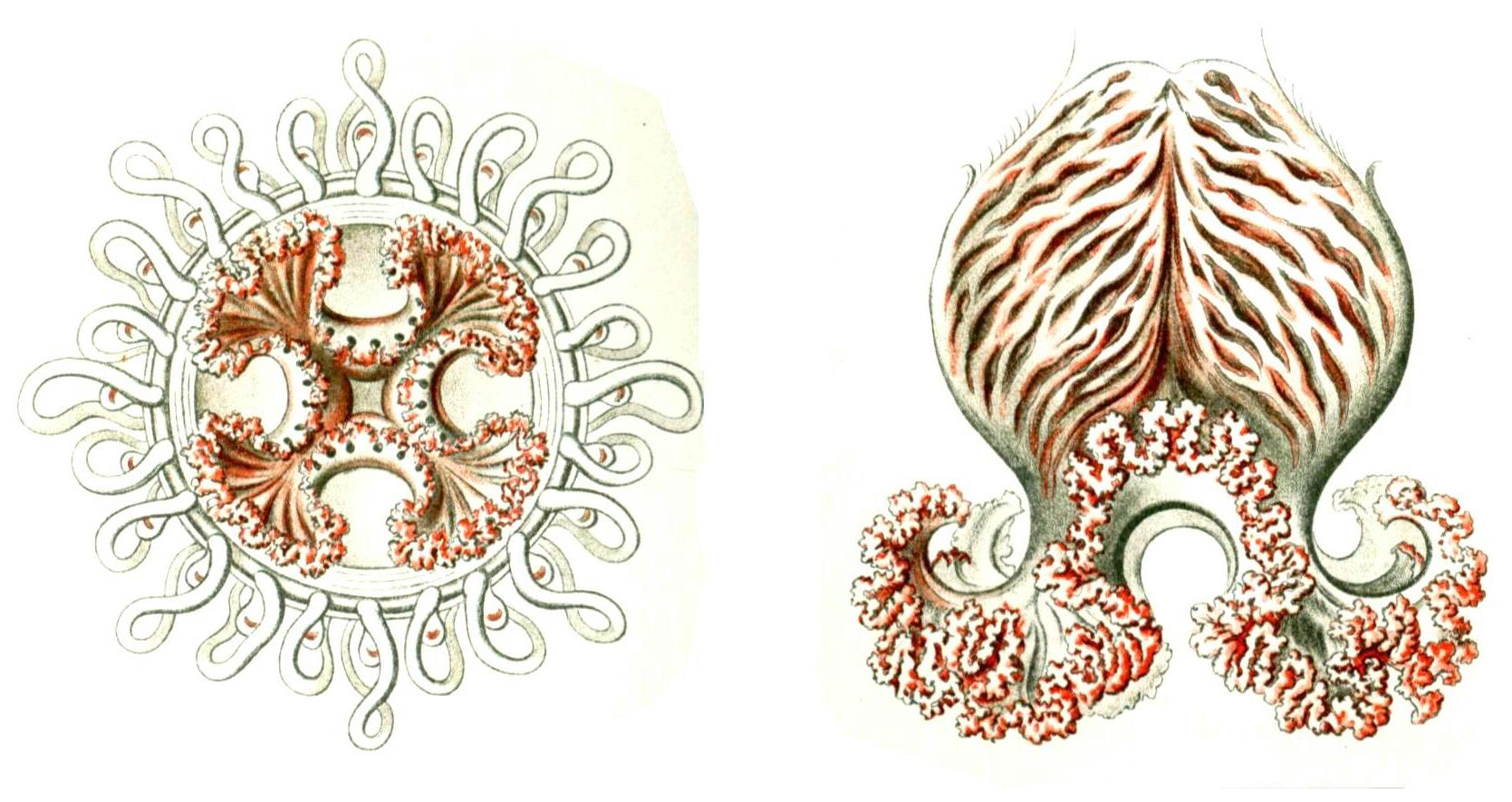